# Zvezna ulica, Ljubljana
Zvezna ulica je ena izmed ulic v Ljubljani.

## Zgodovina
Leta 1930 je prvič zavedeno ime Zvezne ulice v Mostah, ki je potekala vzporedno s Perčevo in Poljedelsko ulico.

## Urbanizem
Ulica poteka od križišča s Kavčičevo in Flajšmanovo ulico do križišča s Bazoviško in Proletarsko cesto.
En krak ulice poteka od Kavčičeve ulice v obliki črke L v smeri Flajšmanove, a se slepo konča.
Na ulico se (od severa proti jugu) povezujejo: Perčeva, Bernekerjeva, Bezenškova in Tovarniška.